# Tosi (Reggello)
Tosi è una frazione del comune di Reggello (FI), alle pendici della foresta di Vallombrosa.

## Geografia fisica
La frazione dista circa 14 km dal capoluogo comunale Reggello e 28 km da Firenze e sorge ai confini della foresta di Vallombrosa, alle pendici del monte Secchieta. Nel fiume Vicano, che scorre poco distante dalla frazione, è presente un impianto di allevamento per trote e pesci di acqua dolce in generale.
Ha un'altitudine di circa 512 metri s.l.m.

## Storia
Fatta esclusione della frazione di Taborra, che risale al medioevo, si tratta di una frazione relativamente recente, risalente circa alla seconda metà del XIX secolo quando vi si insediarono i carbonai della zona. La frazione ha poi goduto di un aumento di popolarità dai primi decenni del XX secolo grazie soprattutto  alla sua vicinanza con la località del Saltino, celebre meta turistica, allora raggiungibile con la nuova ferrovia Sant’Ellero-Saltino. Dalla seconda metà del XX secolo è inoltre celebre per l'artigianato e la presenza di numerose fabbriche di mobili, rappresentando, soprattutto negli anni passati, un importante pilastro dell’economia del Comune di Reggello.
Tosi comprende in sé le località di Isolavacchio, Molin Di Tosi, Pian di Melosa e Taborra: quest’ultima, nel passato una grande azienda agricola, comprende il campo sportivo della zona.

## Evoluzione demografica
Tosi ha una popolazione di 963 abitanti, essendo così la seconda frazione dopo Matassino più popolosa del comune dì Reggello. È inoltre presente una parrocchia e un campo sportivo. Inoltre, nei mesi estivi, numerosi villeggianti vi soggiornano aumentando notevolmente la popolazione locale.

## Infrastrutture e trasporti
La frazione è attraversata e servita dalle linee Busitalia che collegano Firenze a Vallombrosa, Saltino e Reggello.